# Arvayheer
Arvayheer (mongol cyrillique : Арвайхээр хот, translittération officielle, Arvaikheer khot) est une ville de plus de 20 000 habitants au centre de la Mongolie. Elle est la capitale de l'aïmag (province) d'Övörkhangai

## Géographie

### Situation
La ville est située au centre du pays.